# チャールズ・エイドマン
チャールズ・レナード・エイドマン（Charles Leonard Aidman、1925年1月21日 – 1993年11月7日）は、アメリカ合衆国の舞台、映画、テレビ俳優。

## 生い立ち
インディアナ州フランクフォートで、父ジョージ・E・エイドマンと母エッタ（クウィットニー）・エイドマンの息子として生まれる。フランクフォート高校を卒業後デポー大学に通い、第二次世界大戦中はアメリカ海軍に勤務した。戦後は故郷の州に戻り、インディアナ大学ブルーミントン校を卒業した。

## 経歴
NBCの『バージニアン』のエピソード「The Devil's Children」にゲスト出演し、NBCの西部劇シリーズ『The Californians』に2回ゲスト出演した。また、『Richard Diamond, Private Detective』にも2回出演し、ABCの西部劇シリーズ『Black Saddle』で賞金稼ぎを演じた。CBSのSFドラマ『トワイライトゾーン』のエピソード「誰かが何処かで間違えた」と「消えた少女」に出演。他に6作の西部劇シリーズ（ABC/ワーナー・ブラザースの『コルト45』、ABCの『The Rebel』、CBSの『ガンスモーク』、NBCの『Riverboat』、『誇り高き男たち』、CBSの『トラックダウン』、『早射ちリンゴー』）にもゲスト出演している。
NBCの子供向け西部劇ドラマ『Fury』、ABC/WBの探偵ドラマ『バーボン・ストリート』のエピソード、	シンジケート化された航空アドベンチャードラマ『ソニー号空飛ぶ冒険』にゲスト出演。1959年から1960年にかけて、シンジケート放送の犯罪ドラマ『モーガン警部』の3つのエピソードにさまざまな役で出演した。1960年にはCBSの法廷ドラマ『ペリー・メイスン』に殺人犯アーサー・シドンズ役でゲスト出演。また、西部劇テレビドラマ『ボナンザ』の1961年のエピソードにジム・アップルゲート役でゲスト出演した。
1961年、『ピーター・ガン』のエピソード「Witness in the Window」でエイドマン演じるアンソニー・スコットはピーター・ガンを雇い、自身が否認した性的不法行為疑惑に関して脅迫してきた女性を調査させた。NBCの西部劇ドラマ『西部の対決』のエピソード「Shadow of the Past」（1961年10月7日）ではエイドマンはビリー・ザ・キッドの最新のガールフレンド、スー・ワイリーの父親ベン・ワイリーとしてキャスティングされた。
CBSのアンソロジーシリーズ『あの時この時』の1963年の3部構成エピソード「Security Risk」で、ポーランドのワルシャワにある米国大使館職員ジョージ・エルズワース役にキャスティングされた。また、『スラッタリー物語』のエピソード「Do The Ignorant Sleep in Pure White Sheets?」で性教育教師を演じた。
1963年、詩人エドガー・リー・マスターズの『スプーンリバー詞花集』を舞台向けの作品に翻案し、これは現在も上演されている。
NBCの西部劇番組『The Road West』の1966年のエピソード「The Lean Years」に出演。 同年『原子力潜水艦シービュー号』のエピソードで狼男に変身した科学者を演じた。CBSの『0088/ワイルド・ウエスト』にゲスト出演し、ジム・ウェストのサイドキックの一人ジェレミー・パイク役で第4シーズン中の数エピソードに繰り返し出演。1968年、ABCの『インベーダー』のエピソード「最後の宇宙秘密計画」に研究科学者のジュリアン・リード役で出演した。
1970年、『ハワイ5-0』にロイス博士役で出演し、 CBSの『オール・イン・ザ・ファミリー』の1974年2月のエピソード「ライオネルの婚約」でライオネル・ジェファーソンの義父であるルイス・ウィリス（後にトム・ウィリスとして知られる）という役を演じた。また『メイベリー110番』のシーズン6のエピソードで教師を演じ、『ザ・ディック・ヴァン・ダイク・ショー』にも2回ゲスト出演した
数年後、『マッシュ』のエピソード「The Grim Reaper」で死傷者を予測して部隊をその統計に落とし込むことに喜びを感じる、無神経でサディスティックな指揮官という印象的な人物ブラッドワース大佐を演じた。 その後1985年から1987年にかけて、ロビン・ウォードに交代するまで、『トワイライト・ゾーン』シリーズのリメイク版のナレーターを務めた。
彼の映画出演作は、『勝利なき戦い』（1959年）、『戦場の追跡』（1962年）、『墓石と決闘』、『宇宙大征服』（1967年）、『ザ・ダムド/あばかれた虚栄』、『夕陽に向って走れ』（1969年）、『マイケル・ダグラス/アダム』（1970年）、『コッチおじさん』（1971年）、『Dirty Little Billy』（1972年）、『マウンテンジャック』（1973年）、『合衆国最後の日』（1977年）、『ズートスーツ』（1981年）、『地獄の7人』（1983年）などがあり、1987年の『インナースペース』が彼の最後の出演作の1つとなった。

## 私生活と死去
エイドマンはモデルのフランシス・ガーマンと結婚していた。1997年11月7日、癌のためカリフォルニア州ビバリーヒルズで死去した。彼はロサンゼルスのウエストウッド・メモリアルパーク墓地の祈りの部屋に埋葬されている。

## 主な出演
| 年   | 原題                         | 邦題                                 | 役名                     | 備考             |
| ---- | ---------------------------- | ------------------------------------ | ------------------------ | ---------------- |
| 1956 | The Wrong Man                | 間違えられた男                       | 刑務所医療係             | クレジットされず |
| 1959 | Pork Chop Hill               | 勝利なき戦い                         | ハロルド中尉             |                  |
| 1962 | War Hunt                     | 戦場の追跡                           | ウォーレス・プラット     |                  |
| 1962 | The Dick Van Dyke Show       | ザ・ディック・ヴァン・ダイク・ショー | グレン・ジェイムソン     |                  |
| 1967 | Countdown                    | 宇宙大征服                           | ガス                     |                  |
| 1967 | Hour of the Gun              | 墓石と決闘                           | ホーレス・サリヴァン     |                  |
| 1969 | Angel, Angel, Down We Go     | ザ・ダムド/あばかれた虚栄            | ウィリー・スティール     |                  |
| 1969 | Tell Them Willie Boy Is Here | 夕陽に向って走れ                     | ベンビー判事             |                  |
| 1970 | Adam at 6 A.M.               | マイケル・ダグラス/アダム            | ホッパー                 |                  |
| 1971 | Kotch                        | コッチおじさん                       | ジェラルド・コッチャー   |                  |
| 1972 | Dirty Little Billy           |                                      | ベン・アントリム         |                  |
| 1973 | Deliver Us from Evil         | マウンテンジャック                   | アーノルド・フレミング   |                  |
| 1977 | Twilight's Last Gleaming     | 合衆国最後の日                       | バーンスタイン           |                  |
| 1978 | The House of the Dead        | エイリアン・ゾーン                   | マルコム・トリバー刑事   | 別題: Alien Zone |
| 1981 | Zoot Suit                    | ズートスーツ                         | ジョージ・シアラー       |                  |
| 1982 | The American Adventure       | アメリカン・アドベンチャー           | 父親                     | 声の出演         |
| 1983 | Uncommon Valor               | 地獄の7人                            | ヘイスティングス上院議員 |                  |
| 1983 | Happy Birthday Mickey Mouse  |                                      | ナレーター               | 声の出演         |
| 1984 | From Disney, with Love       |                                      | ナレーター               | 声の出演         |
| 1984 | Disney's Salute to Mom       |                                      | ナレーター               | 声の出演         |
| 1987 | Innerspace                   | インナースペース                     | 宴会の話し手             |                  |